# 細長比
細長比（ほそながひ、さいちょうひ、英: Slenderness ratio)は棒部材の細長さを表す無次元の指標である。圧縮部材の座屈を議論する際に、非常に重要なパラメータとなる。細長比λは以下の式で表すことができる。
{\displaystyle \lambda ={\frac {l}{r}}}
ここで、l は両端ヒンジの部材の長さ、r は断面回転半径である。一般的に座屈荷重を求める際、細長比が約100以上の場合にオイラーの式が適用可能とされる。
なお、柱の境界条件が異なる場合はたわみ形状が変化するため、有効座屈長le を用いる。有効座屈長le を用いた細長比を有効細長比という。有効座屈長は以下の式で表される。
{\displaystyle l_{e}=Kl}
ここで、K は有効長さ係数（換算係数とも呼ばれる）で、境界条件によって値が決定される。
- ヒンジ（回転端）×ヒンジ（回転端）：K = 1.0
- 固定端×自由端：K = 2.0
- 固定端×ヒンジ（回転端）：K = 0.7
- 固定端×固定端：K = 0.5

なお、有効長さ係数K の代わりに、K の2乗の逆数で表す拘束係数（端末条件係数）を用いることもある。